# AEC typu Q
AEC typu Q – autobus firmy AEC powstały w 1932 według projektu George'a Johna Rackhama, zatrudnionego wcześniej w amerykańskiej fabryce Yellow Coach w latach 1922–1926, dzięki czemu miał kontakt z konstrukcjami marki Fageol – autobusem Twin Coach. Model ten właśnie w drugiej połowie lat 20. XX w. odniósł wielki sukces w Ameryce. Rackham przywiózł do Anglii pomysł montowania silników z boku pojazdu.

## Konstrukcja
Choć model Q był oparty na konstrukcji Twin Coach, różnił się od niego wieloma punktami. Przede wszystkim miał jeden silnik, podczas gdy Twin Coach miał ich dwa (stąd jego nazwa: odtwin – bliźniaczy, podwójny i coach – autobus). Spółka London General otrzymała pierwsze wozy typu Q ze skrzynią biegów "crash", choć wszystkie kolejne pojazdy miały skrzynię z "pre-select". Silnik był dostępny w wersjach benzynowej i diesel. Umieszczony był podłużnie za pierwszą osią w miejscu “pod schodami”, ponieważ podwozie typu Q miało posłużyć do budowy autobusów piętrowych. W ten sposób kabinę kierowcy można było umieścić na przednim zwisie naprzeciwko drzwi wejściowych, co w tamtych czasach było rzadko spotykane. Wiele firm karosujących nie chciało wykorzystać tej możliwości – budowały one nadwozia z drzwiami pośrodku autobusu.

## Niepowodzenie
Typ Q, choć wyprzedzający epokę, nie znalazł zainteresowania u brytyjskich operatorów, które Fageol znalazł w USA. Jedną z przyczyn była podatność na awarie, głównie dotyczące modeli z silnikiem benzynowym, ponieważ gaźnik zajmował się ogniem. Polecanym rozwiązaniem było wtedy zmniejszenie obrotów silnika aż do momentu zniknięcia ognia.
Typ Q nie zdobył więc takiej popularności jak inne modele produkcji AEC i w 1937 r. ostatni raz znalazł się w katalogu firmowym.